# Джерело честі
Джерелом честі (лат. fons honorum) називається глава держави, який завдяки офіційній посаді має виключне право присвоювати законний дворянський титул і лицарські ордени іншим особам.
Всупереч розповсюдженій омані, статус дворянина або лицаря не дає права давати дворянський титул або лицарські звання іншим особам. Джерелом честі можуть бути лише:
1. Глава держави;
2. Святий Престол (Папа Римський як світський суверен) — суверенна персона виключного властивості ((persona sui generis) в міжнародному публічному праві, що володіє повним суверенітетом незалежно від володіння суверенними територіями;
3. Голова династії, що правила раніше і була насильно скинута (тільки якщо почесті, дарованих таким головою, будуть далі визнані (активізовані) владою дійсного суверена)

Всі інші можуть видавати такі почесті тільки з явного дозволу джерела честі (глави держави).
У Сполученому Королівстві джерелом честі є монарх (король або королева). Також деякі організації мають дозвіл від монарха нагороджувати медалями, але їх слід носити на правій стороні грудей. У Франції, однак, неурядові ордена і медалі взагалі заборонено носити.